# Zondag Josdag
Zondag Josdag was een Vlaams praatprogramma, gepresenteerd door Jos Ghysen. Het programma werd van 6 september 1992 tot en met 28 maart 1999 op VTM uitgezonden.

## Concept
Zondag Josdag was bedoeld als de televisieversie van Ghysen's populaire radioprogramma Te bed of niet te bed (1967-1990) dat hij voorheen op zaterdagochtend bij de openbare omroep had gepresenteerd. Net als in deze radioshow werden in Zondag Josdag wekelijks allerlei gewone Vlamingen geïnterviewd over hun hobby's en beroep en ging ook alles live. Ghysen verzorgde de gesprekken in de studio, geassisteerd door Bé De Meyer die ook de reportages op locatie verzorgde. Net als in Te bed of niet te bed had ook vogel- en dierenkenner Louis Gonnissen een vaste rubriek. Andere vaste gasten waren kunstexpert Jef Dupain, die antieke voorwerpen kwam inschatten, weerman Eddy De Mey, wijnkenner Hans Christiaens en kok Piet Huysentruyt.
Het programma duurde oorspronkelijk één uur. Vanaf het tweede seizoen werden het er twee, dan drie. In 1999 stopte Ghysen met het nochtans druk bekeken programma omdat hij meer tijd voor zijn familie wou vrijmaken.

## Parodie
Zondag Josdag werd in 1999 in de allerlaatste aflevering van Alles kan beter geparodieerd. Ghysen zelf had de uitzending ook gezien en moest er smakelijk om lachen. Hij kocht later ook de eenmalige Alles kan beter-dvd's die het blad Humo uitgebracht had en zette deze naar verluidt nog regelmatig op.